# Koboldcápa
A koboldcápa (Mitsukurina owstoni) a porcos halak (Chondrichthyes) osztályának heringcápa-alakúak (Lamniformes) rendjébe, ezen belül a szellemcápafélék (Mitsukurinidae) családjába tartozó faj.
Ez a porcos hal a mélytengeri cápák kevéssé ismert, ritkán látható faja. Néha élő kövületnek is nevezik, mivel ez az egyetlen élő képviselője úgy a nemének, mint a családjának is, amely már 125 millió éve jelen van a Földön.
A koboldcápa kevéssé tanulmányozott, rózsaszínes bőrű, különleges megjelenésű cápafaj. A többi, jól ismert cápától a megnyúlt és egyben lapított orra, valamint az előreugró állkapcsai teszik különlegessé. A szájában jól fejlett szegszerű fogak ülnek. A kifejlett példányok általában 3–4 méter hosszúak, de egyesek ennél jóval nagyobbra is megnőhetnek. A koboldcápa a kontinentális lejtők felsőbb szintjeit, a tenger alatti kanyonokat és a tengeri hegyeket választja élőhelyül, világszerte előfordul ezeken a helyeken. A 100 méternél mélyebb vizeket kedveli; a felnőttek a fiataloknál mélyebben tartózkodnak.
Testfelépítéséből ítélve a koboldcápa lassú mozgású állatnak tűnik. Nagy tömzsi teste és kicsi úszói miatt nem lehet valami gyors. Tápláléka a csontos halak, fejlábúak és rákok, amelyeket vagy a tengerfenéken vagy a felsőbb szinteken kap el. Megnyúlt orrán helyezkednek el Lorenzini-ampullák; ezek a leggyengébb, állatok által kibocsátott elektromos mezőket is érzékelik, ez a tulajdonság pedig igen jól jön a mély vizek sötétségében. Amikor zsákmány közelébe ér, ez a porcos hal gyorsan előre dobja az amúgy is előreugró állkapcsát.
Kis számban, mellékfogásként belekerül a mélytengeri halászhálókba, de a fajt alapvetően nem veszélyezteti a halászat. Éppen ezért, továbbá nagy elterjedése miatt, a Természetvédelmi Világszövetség (IUCN) nem tartja fenyegetett fajnak a koboldcápát.

## A koboldcápa rendszerezésének története

### Rendszertani besorolása

Egy koboldcápa és egy ember méretének az összehasonlítása

A japán Jokohama melletti Sagami-öbölben 1897-ben kifogott szokatlan kinézetű állat tetemét Micukuri Kakicsi professzor vizsgálta meg először, aki felismerte az új faj felfedezésének jelentőségét. A preparált tetemet további vizsgálatok céljából az Amerikai Egyesült Államokba küldték, ahol a következő évben, 1898-ban, Jordan írta le az újonnan felfedezett állatot. Az elsőként felfedezett és leírt faj preparátuma, mint úgynevezett holotípus, mind a mai napig a Tokiói Egyetem Zoológiai Intézetének gyűjteményét gazdagítja; ez a példány egy fiatal hím egyed, amely 107 centiméter hosszú.
1898-ban David Starr Jordan ichthiológus megállapította, hogy az nem csak egy új faj, hanem egy addig ismeretlen halnem és család egyede is egyben. Jordan a leírását a Proceedings of the California Academy of Sciences-ben adta ki. Az összehasonlító vizsgálatok alapján a koboldcápa a heringcápa-alakúak (Lamniformes) rendjébe tartozik. A további összehasonlító vizsgálatok során sikerült beazonosítani a koboldcápa egyik igen közeli, a középső kréta időszakban, mintegy százmillió évvel ezelőtt élt fosszilis rokonát. A mezozoikumi Scapanorhynchus anatómiai jellegzetességei nagyon hasonlóak a recens koboldcápáéhoz, emiatt egy ideig úgy vélték, hogy a két állat egy és ugyanaz; tehát a Mitsukurina nem egyéb, mint a Scapanorhynchus fiatal szinonimája. Azonban a később felfedezett kövületek bebizonyították, hogy a kettő között mégis vannak különbségek, és mindketten megérdemlik a saját nemeiket. Mind a kréta időszaki kihalt fajnak, mind pedig napjaink koboldcápájának fogszerkezete szoros hasonlóságot mutat a heringcápák egy másik régen kifejlett csoportjának, az úgynevezett a tigriscápák (Odontaspididae) fogazatával. Emiatt a kutatók úgy vélik, hogy a koboldcápa és a tigriscápafélék közös őssel rendelkeznek. 1904 és 1937 között még leírtak néhány koboldcápának vélt állatot, azonban ezekből egy sem bizonyult igazinak. A rendszertani besorolását érdekes módon az is nehezítette, hogy a tartósítási módszerek során a különböző példányok hosszú orrai más-más szögben meggörbültek; emiatt egyesek több mint egy fajnak vélték.

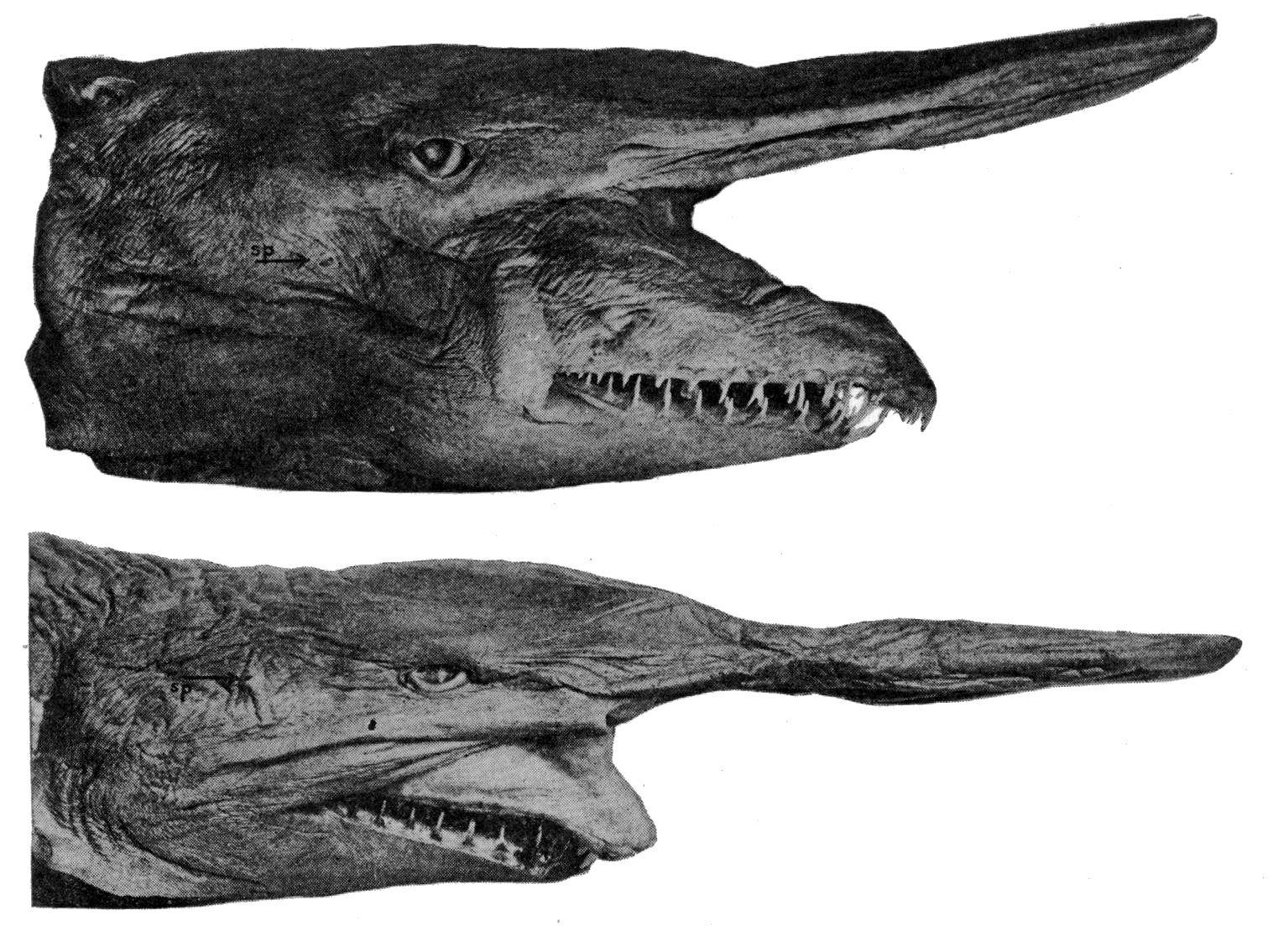
Mivel a tartósítási módszerek során a különböző példányok hosszú orra más-más szögben merevült meg, korábban úgy vélték, hogy több Mitsukurina-faj létezik

Mivel a koboldcápa a családjának és nemének az egyetlen élő képviselője, továbbá a névadója is, a típusfaji státuszt is ő kapta meg.

### Neve
A családot és nemet később Micukuri Kakicsi professzor iránti tiszteletből, a japán tudósról nevezték el (Mitsukurinidae család, Mitsukurina genus), míg a fajnevét, azaz az owstonit Alan Owston angol származású tengerészkapitányról és természettudósról kapta; Owston volt az, aki átadta a holotípust Micukuri professzornak.
A magyar „koboldcápa” megnevezés a japán tenguzame szó fordítása. A tengu a japán népi hitvilág egyik természetfeletti lénye, melyet gyakran hosszú orral és vörös arccal ábrázolnak.

### Kifejlődése
Az alaktanra alapuló törzsfejlődéses vizsgálatok (filogenezis) azt mutatták, hogy ez a mélytengeri cápafaj a heringcápa-alakúak bazális, azaz alapi alakja. Ezt a tényt a genetikai vizsgálatok is megerősítették. A szellemcápafélék családja, melyet főképp a Mitsukurina, a Scapanorhynchus és az Anomotodon halnemek képviselnek, már az apti (a kora kréta kor hat korszaka közül az ötödik) korszakban, azaz 125–113 millió éve is létezett. A legősibb Mitsukurina kövületek a középső eocénból származnak, és 49–37 millió évesek. Eddig két fosszilis fajuk került elő: a Mitsukurina lineata és a Mitsukurina maslinensis. A paleogén időszakbeli (65-23 millió év), meleg és sekély vízben élő Striatolamia macrota meglehet, hogy szintén egy Mitsukurina-faj. Mivel ez a porcos hal ősi megjelenésű és egy ősi család utolsó képviselője, gyakran élő kövületként tartják számon.

## Előfordulása

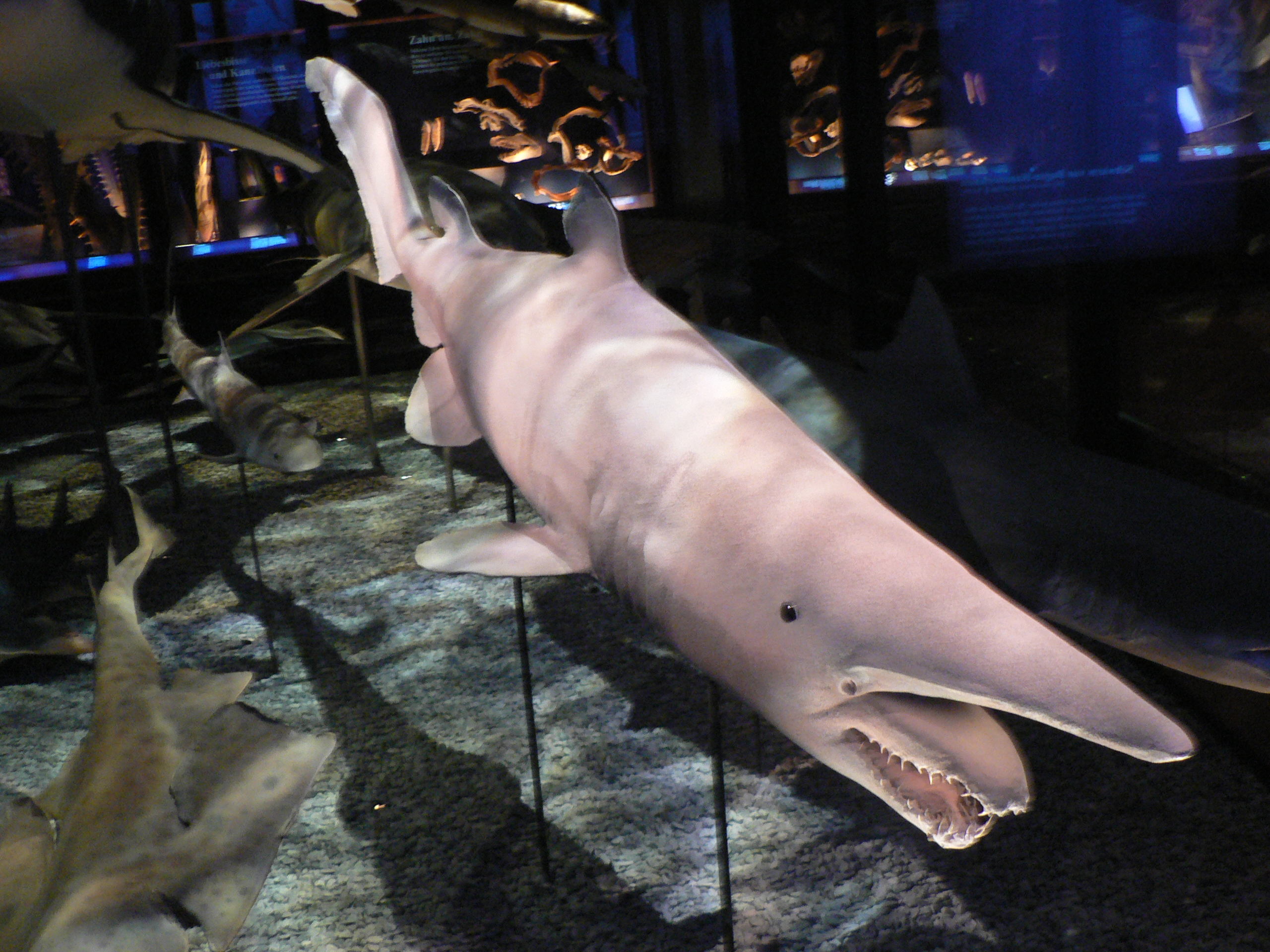
Mivel a tengerek mélyén él, csak kevés ember tud erről a fura megjelenésű állatról

Koboldcápát mindhárom nagy óceánban fogtak már, ami elterjedtségét mutatja. A 100 méternél mélyebb vizekben él. Néhány esettől eltérően a mélytengeri halászok csak ritkán találkoznak a fajjal. Az Atlanti-óceán nyugati felén a Mexikói-öböltől kezdve Suriname és a Francia Guyana vizein keresztül egészen Brazília déli részéig megtalálható. Ugyanez óceán keleti felén Franciaországtól Szenegálig fordul elő, beleértve Portugália és a Madeira-szigetek tengeri vizeit is. A Közép-Atlanti-hátság tengeri hegyeinél is kifogták ezt az élő kövületet. Az Indiai-óceánban, valamint a Csendes-óceán nyugati részén is széles körben elterjedt. E térségekben a következő országok vizeiben vannak a nagyobb állományai: Dél-afrikai Köztársaság, Mozambik, Japán, Kínai Köztársaság, Ausztrália és Új-Zéland. A Csendes-óceán keleti felén csak egyetlenegy alkalommal fogták ki a koboldcápát; ezt is az Amerikai Egyesült Államokbeli Kalifornia déli részén. A koboldcápa főleg a kontinentális lejtők felsőbb szintjein fordul elő, 270–960 méteres mélységekben. 1300 méter mélyből is kifogtak néhány példányt, sőt egy 1370 méter mélyre leeresztett kábelben is megtaláltak egy koboldcápa fogat. A felnőtt példányok mélyebben találhatók, mint a fiatalabbak. A juvenil egyedek a víz alatti kanyonokat választják élőhelyül; Japán vizeiben ezek 100–350 méter mélyen lehetnek. Időnként a partközeli 40 méter mély vizekbe is kiúszhatnak. 2014 áprilisában a floridai Key Westnél halászok egy koboldcápát is fogtak; ez volt a második koboldcápa, amelyet valaha kihalásztak a Mexikói-öbölből. Ezt a példányt lefényképezték és visszaeresztették a szabad természetbe. 2014 júliusában a Srí Lanka-i halászok is fogtak egy koboldcápát. A halászok beszámoltak róla a legközelebbi központban, a Valaichchenai nevű városban. Ez a porcos hal 120 centiméter hosszú és 7,5 kilogramm testtömegű volt. A Srí Lanka-i halászok nem eresztették vissza a koboldcápát, hanem átadták az ottani kutatói szervezetnek (National Aquatic Resource Research & Development Agency, NARA).

## Megjelenése

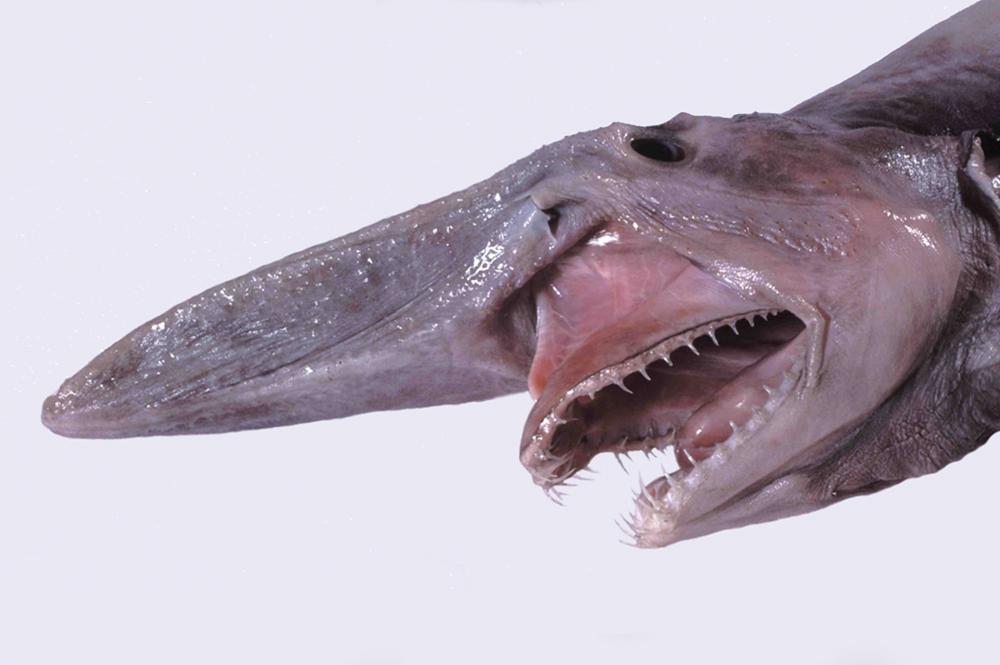
A koboldcápa legfurább testrészei a hosszú orra és az előreugró állkapcsai

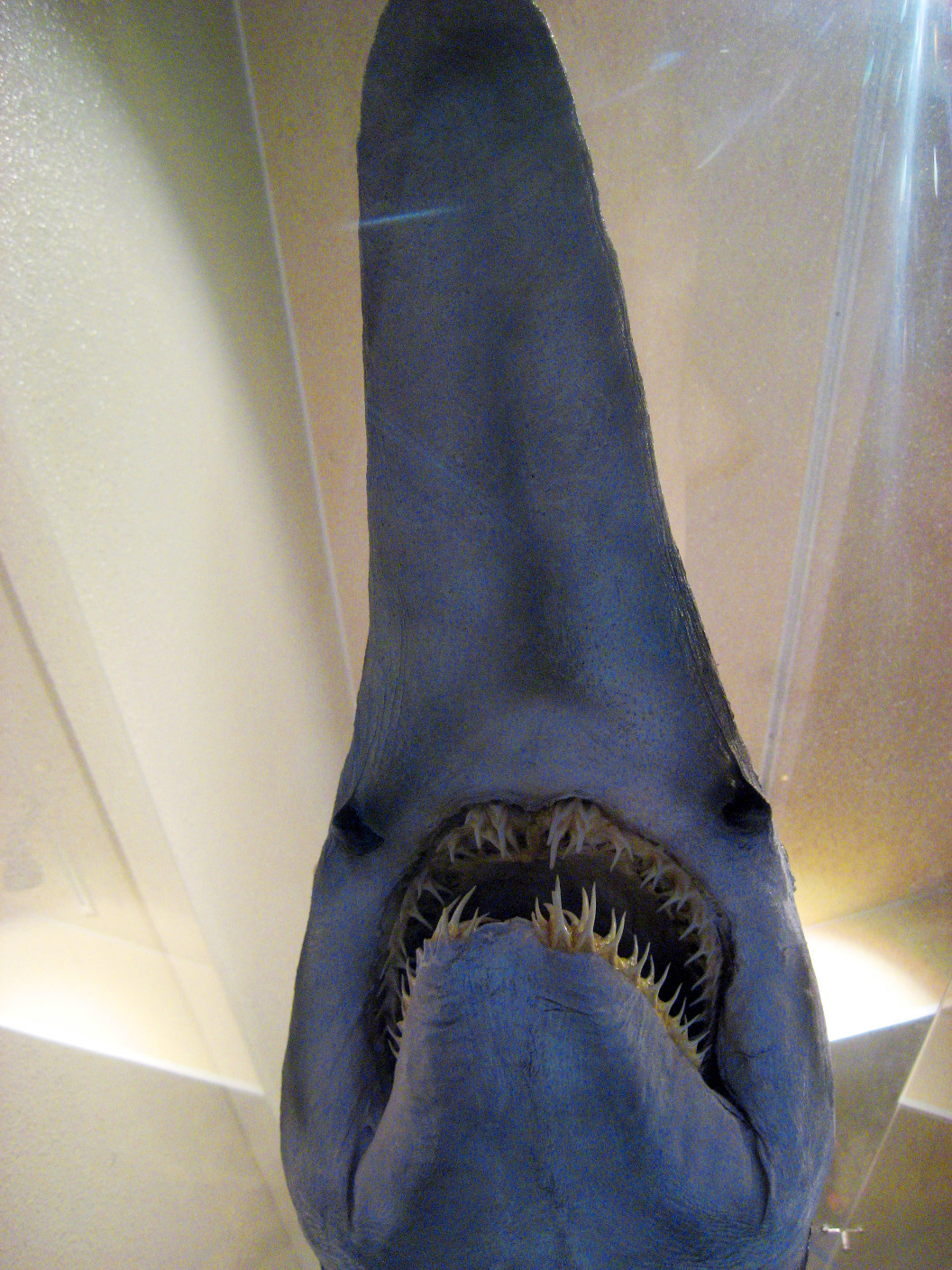
A hosszú orrán rengeteg Lorenzini-ampulla található

A kifejlett hímek átlagos testhossza 260–330 centiméter közötti, a nagyobb nőstények testhossza meghaladhatja a négy métert is. A hosszúsági rekordot egy 2000-ben kifogott nőstény tartja; ennek a példánynak a hossza 5,4–6,2 méter között volt. Ez jóval nagyobb volt, mint az addig elképzelt maximális méret. A legnehezebb lemért koboldcápa 210 kilogrammos, a testhossza 380 centiméter volt. Bőre rózsaszínű vagy sárgásbarna a bőr alatt látható vérerek miatt. A szín az állat korával változik, a legfiatalabb példányok majdnem fehérek. Puha bőre részben áttetsző. Bőre sok ezer apró, éles fogaspikkellyel fedett, melyet ha előre simítanánk, a dörzspapírhoz lehetne hasonlítani, viszont ha fordítva, akkor bársonyos tapintású. Ez a sok fogaspikkelyke szorosan ül egymás mellett. Mindegyik pikkelyke rövid, de hegyes tüskéhez hasonlít; rajtuk hosszanti kiemelkedések vannak. Orrnyúlványa kardpengéhez hasonló hosszúkás, lapos. Testfelépítése hosszúkás és tömzsi. Az orrhossz testhez viszonyított aránya az életkorral csökken. Támadáskor kiemelkedő a pofája, majdnem az orr végéig nyújtható. Szája erősen ívelt. A felső állkapcsán (maxilla) 35–53, az alsón (mandibula) 31–62 fogsor található. Fogainak többsége, főleg az elülsők rendkívül hegyesek és enyhén visszahajlóak, míg a száj hátsó részében a fogak vastagabbak és tompábbak, a zúzást szolgálják. A fogak alakja és elrendezése e cápafaj esetében példányonként változó: míg egyesek fogainak a fő kiemelkedéséből két kisebb kiemelkedés ágazik el, addig más egyedek legelső fogai szorosan egymás mellé tömörülnek. Ellentétben a többi cápával, úszói nem hegyesek, hanem lekerekítettek, valamint a hasi úszók nagyobbak, mint a hátúszók. Mindkét hátúszó körülbelül azonos méretű és alakú, kicsik és kerekítettek. A hasúszók és a farok alatti úszók tövei szélesek és nagyobbak a hátúszóknál. A farokúszó erőteljesen aszimmetrikus, felső része megnyúlt. A felső faroklebeny tömör részét egy zászlószerű szegély övezi, amelynek vége az alsó farokúszóvá szélesedik ki. Az úszók szélei áttetsző szürke vagy kék színűek. Nincsen faroktői kiemelkedése. Fekete kicsi szemeinek nincsen harmadik, védő pislogóhártyája, recehártyája pedig kékes árnyalatú. Az elpusztult koboldcápa szemei elmosódott szürkére vagy barnára változnak. A szemei mögött nyílások láthatók. Az öt-öt viszonylag széles kopoltyúrés a fejtől távolabb, közvetlenül a mellúszók előtt található. A kopoltyúinak belső részét alkotó kopoltyúszálak részben szabadok, azaz kiérnek a kopoltyúrések mögül. Az ötödik kopoltyúrése mindjárt a mellúszó elülső részének a tövén van.

### Belső felépítése
Élettani sajátosságai közé tartozik a testtömeg 25%-át kitevő máj. Mivel a cápának nincs úszóhólyagja, ez a megnagyobbodott belső szerve segíti a merülést és emelkedést. Meghosszabbodott orra igen hajlékony, emiatt nem segíti az irányváltást, sem a tengerfenék homokjában való túrást. A minden cápánál megtalálható elektroreceptorok, az úgynevezett Lorenzini-ampullák itt helyezkednek el. A szürkületi zónában mozgó koboldcápa esetében azonban ez a biológiai műszer sokkal érzékenyebb. A látása a többi érzékszervével ellentétben nem valami jó; az úgynevezett tectum, azaz az a rész az agyban, amely a látást értelmezi, nem foglal el nagy helyet. Ennek ellenére a többi mélytengeri cápától eltérően a koboldcápa pupillái képesek megváltoztatni a méretüket a fényerősségtől függően.
Csontváza csak fejletlen porcokból tevődik össze, az izmai is csak kevéssé fejlettek, továbbá az úszói kicsik és puhák; mindezek igen lassú mozgású állattá teszik a koboldcápát. Mivel a farokúszója nem alkot nagyobb szöget a testével, a porcos hal nem képes gyors irányváltásra.

## Életmódja
A megfigyelések szerint magányosan élő cápafaj, viselkedéstani jellemzői alig ismertek. Habár mélytengeri porcos hal, éjszakánként a vízfelszínhez közelebb is kerülhet. Mivel nem gyors úszó, feltehetőleg minimális mozdulatai révén tud észrevétlenül a zsákmánya közelébe kerülni. Ezt segíti a víz sűrűségével egyező puha és rendkívül áramvonalas teste. Feltehetően elevenszülő. Akváriumban eddig legfeljebb egy hétig tudták életben tartani. Az emberre a teljesen eltérő élettér miatt nem veszélyes. A koboldcápa legfőbb természetes ellensége a kékcápa (Prionace glauca). Főbb élősködői az evezőlábú rákokhoz (Copepoda) tartozó Echthrogaleus mitsukurinae, valamint a Litobothrium amsichensis és a Marsupiobothrium gobelinus nevű galandférgek (Cestoda).

### Táplálkozása

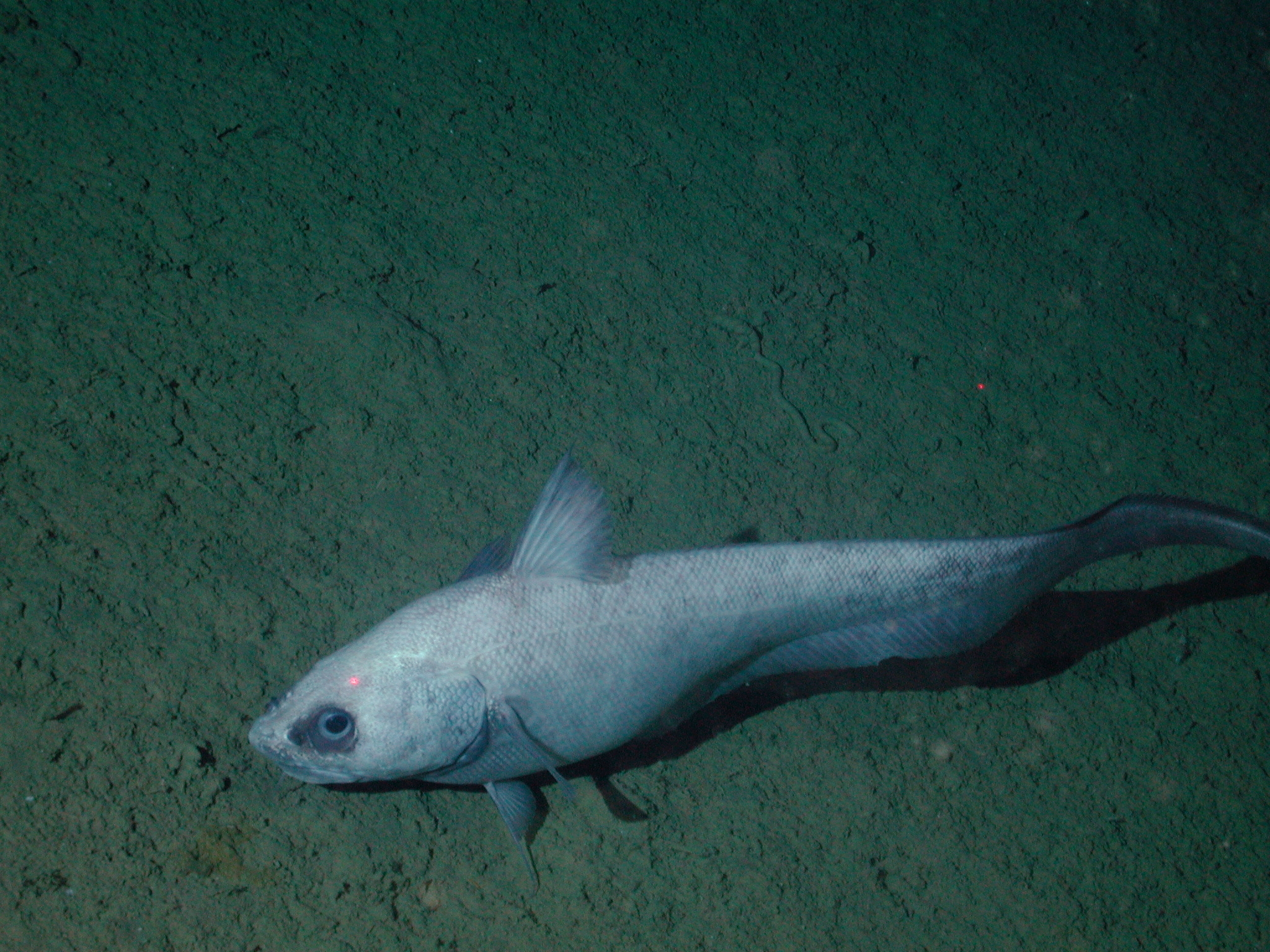
Coryphaenoides leptolepis nevű hosszúfarkú hal, a koboldcápa egyik fő tápláléka

A tengerfenékhez közel, 500–1200 méteres mélységben vadászik, főleg csontos halakra; azok közül is inkább hosszúfarkú halakra (Macrouridae) és mélytengeri viperahalfélékre (Stomiidae). A csontos halak mellett fejlábúakra és rákokra, köztük tízlábú rákokra (Decapoda) és ászkarákokra (Isopoda) is vadászik. Egyes felboncolt példányok gyomrában hulladékot is találtak. Legfőbb táplálékai a tengerfenéken lakó rózsás álsügér nevű skorpióhalak, a felsőbb vízszinteken élő Teuthowenia pellucida kalmárok és a Macrocypridina castanea rotunda nevű kagylósrákok. Az eddigi megfigyelések szerint úgy tűnik, hogy a koboldcápa nemcsak a tengerfenéken, hanem több szinten is vadászik.
A koboldcápa nem úszik gyorsan, ezért inkább lesből támad. Mivel a húsa kis sűrűségű és a olajmája nagy, a felhajtóereje semleges; emiatt igen kevés mozdulattal tudja megközelíteni a zsákmányát. Amikor elég közel ér az áldozatához, speciális előreugró állkapcsai hirtelen rácsapnak. Az állkapcsainak e különleges mozgását két pár rugalmas szalag segíti elő. Nyugalmi állapotban ezek a szalagok hátra vannak szorítva, amikor pedig a koboldcápa ráharap zsákmányára, a felgyülemlett nyomás hajítógép módjára előretolja az állat állkapcsát. Ugyanabban az időben a nyelvet helyettesítő képződmény hátrahúzódik, megnövelve a száj belső térfogatát. Az áldozattal együtt nagy mennyiségű víz is bekerül a szájába, de ez a kopoltyúnyílásokon keresztül majdnem azonnal távozik.

## Szaporodása
Eddig nagyon keveset lehet tudni a koboldcápa szaporodásáról. Mai napig még egyetlen vemhes nőstényt sem sikerült befogni és tanulmányozni. Feltehetőleg elevenszülő, mint a többi heringcápafaj. A kis számú magzat az anya testében fejlődik ki, ahol megtermékenyítetlen petékkel táplálkoznak. Születésükkor a kis koboldcápák 82 centiméter hosszúak, legalábbis ekkora a legkisebb ismert példány ebből a fajból. A hím körülbelül 260 centiméteresen válik ivaréretté, míg ez a nagyság nőstény esetében nem ismert. Nincs adat a növekedéséről és a koráról sem.

## A koboldcápa és az ember

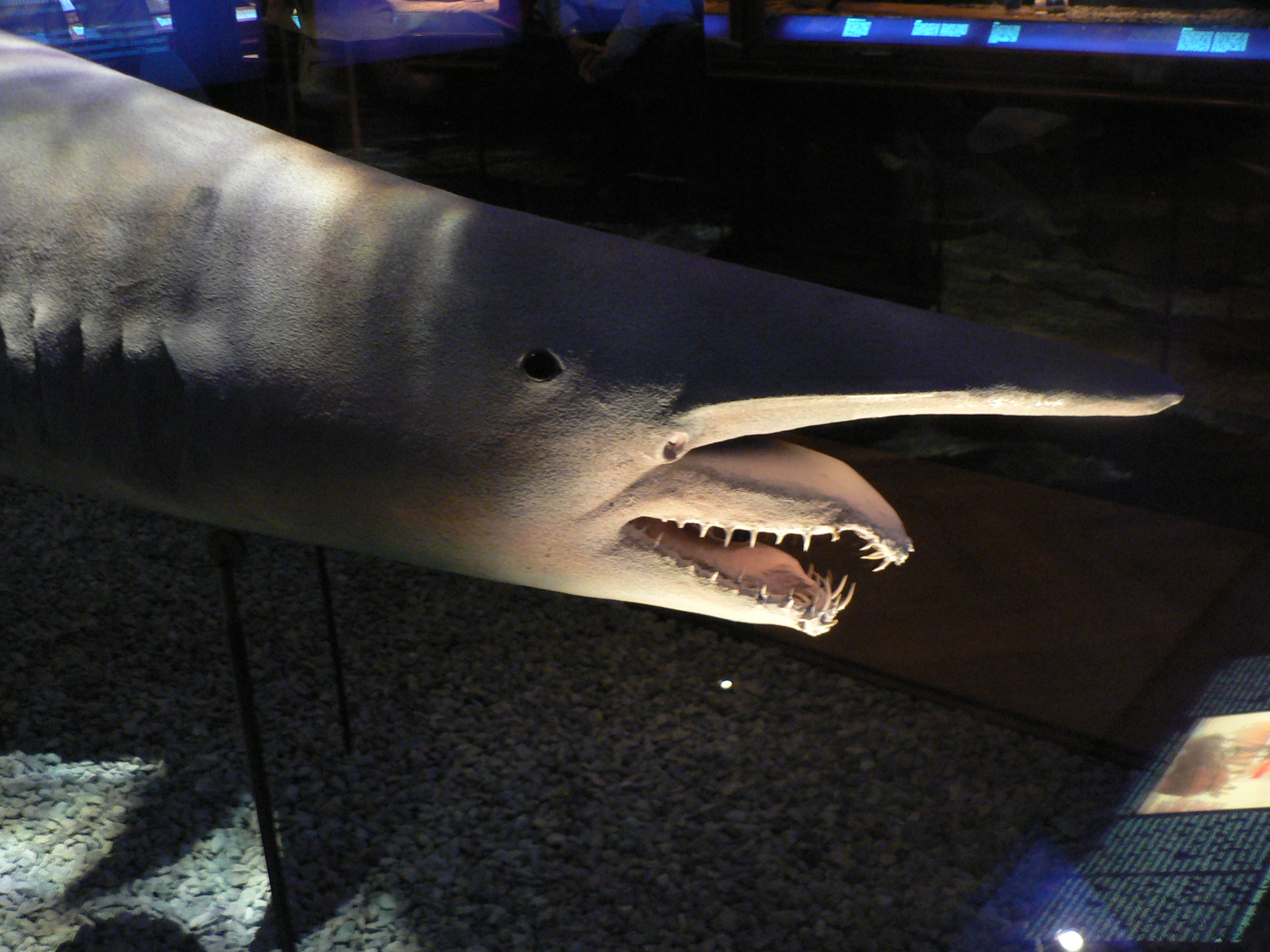
Múzeumi példány; a legtöbb ember csak így láthatja

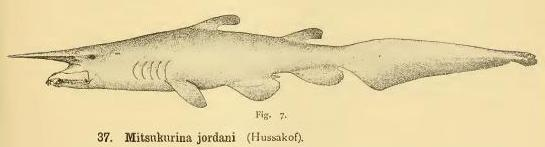
Régi japán rajz a cápáról

Mivel mélytengeri cápafaj a koboldcápa, nem jelent veszélyt az ember számára. Néhány példányt sikerült élve kifogni; ezeket pedig a városi akváriumokba szállítani. Azonban a koboldcápa csak rövid ideig képes fogságban élni. Japánban, a Tokai Egyetem akváriumában egy példány egy hétig élt, míg egy másik, amelyet a Tokyo Sea Life Parkba vittek, csak két napig maradt életben.
Gazdasági szempontból nincs nagy értéke. Azokat a koboldcápákat, amelyeket mégis kifognak, sóval vagy szárítással tartósítják és árusítják. Az állkapcsaikat a gyűjtők keresik, akik különlegessége miatt jó árat fizetnek értük. A japánok korábban a májolajáért és trágyázás céljából fogták ki. Bár a halászipar nem célozza, a koboldcápa néha belekerül a hálókba. Ezek a mellékfogások igen ritkák; a leggyakrabban Japán déli részén történnek meg, ahol évente körülbelül 30 példány, főleg fiatal példányai kerülnek a hálókba. A Madeira-szigeteknél az Aphanopus carbo halászok évente 2–3 koboldcápát halásznak mellékfogásként. 2003 áprilisában a Kínai Köztársaság északnyugati vizeiben több mint száz koboldcápát fogtak ki. Még nem ismert, hogy miért sikerült ilyen nagy mennyiségű zsákmányra szert tenni, de feltételezések szerint a fogást egy földrengés előzte meg, ami a felsőbb szintű vizekbe kergette a porcos halakat. Azelőtt ezen a helyen nem vették észre ezt a cápafajt, és azóta sem bukkantak rá ilyen nagy számban.
A Természetvédelmi Világszövetség (IUCN) nem tartja fenyegetett fajnak a koboldcápát. Ennek a cápafajnak az előfordulási területe igen nagy, a felnőtt, ivarérett példányokból csak keveset fognak ki; ez okok miatt a koboldcápa azon kevés cápafajoknak egyike, amelyet az emberi tevékenység csak nagyon kismértékben érint.

## Fordítás
- Ez a szócikk részben vagy egészben  a   Goblin shark című angol Wikipédia-szócikk ezen változatának fordításán alapul.  Az eredeti cikk szerkesztőit annak laptörténete sorolja fel. Ez a jelzés csupán a megfogalmazás eredetét és a szerzői jogokat jelzi, nem szolgál a cikkben szereplő információk forrásmegjelöléseként.

### A faj tudományos leírásával foglalkozó internetes források
- A taxon adatlapja az ITIS adatbázisában. Integrated Taxonomic Information System. (Hozzáférés: 2015. január 15.)
- Mitsukurina owstoni, Jordan, 1898 (angol nyelven). WoRMS World Register of Marine Species. (Hozzáférés: 2015. január 15.)
- Elfin Shark, Mitsukurina owstoni Jordan, 1898 (angol nyelven). BioLiB.cz. (Hozzáférés: 2015. január 15.)
- Mitsukurina owstoni Jordan, 1898 (cseh nyelven). AQUATAB. (Hozzáférés: 2015. január 15.)
- Mitsukurina owstoni, Elfin shark (angol nyelven). Animal Diversity Web ADW. (Hozzáférés: 2015. január 15.)
- Mitsukurina owstoni, Goblin Shark (angol nyelven). Encyclopedia of Life. (Hozzáférés: 2015. január 15.)
- Mitsukurina owstoni (angol nyelven). NCBI Taxonomy browser. (Hozzáférés: 2015. január 15.)